# Furcula gigans
Furcula gigans är en fjärilsart som beskrevs av Mcdunnough 1922. Furcula gigans ingår i släktet Furcula och familjen tandspinnare. Inga underarter finns listade i Catalogue of Life.